# Nordlig vitkindad gibbon
Nordlig vitkindad gibbon (Nomascus leucogenys) är en primat i familjen gibboner som lever i Sydostasien. Den skildes först under nyare tider från den sydliga vitkindade gibbonen (Nomascus siki) som självständig art.

## Kännetecken
Vuxna individer når en kroppslängd av cirka 45 till 63 cm samt en genomsnittlig vikt på 5,70 kg. Hannar och honor har ungefär samma storlek men de skiljer sig liksom hos andra arter i samma släkte mycket i pälsfärgen. Hannar är nästan helt svarta med undantag av ett vitt skägg vid kinden som är sammanlänkade vid hakan. I motsats till den sydliga släktingen är regionen kring läpparna inte vit. Honornas grundfärg är gul- till brunaktig med en svart fläck på huvudets topp. Även fingrar, tår och regionen kring genitalierna kan vara svart. Liksom andra gibboner saknar de svans och kännetecknas dem av långa armar.

## Utbredning och habitat
Nordlig vitkindad gibbon förekommer i södra delen av den kinesiska provinsen Yunnan samt i norra Laos och Vietnam. Den norra gränsen av utbredningsområdet utgörs av floden Sông Đà och den västra av Mekong. De vistas i tropiska regnskogar. I bergstrakter finns de upp till 1 600 meter över havet.

## Levnadssätt
Liksom andra gibboner bildar de familjegrupper som består av en vuxen hanne, en vuxen hona och upp till tre ungar. De vistas främst i träd och rör sig med hjälp av armarna. Varje flock har ett revir som är 30 till 40 hektar stor. Hannar och honor sjunger för att markera territoriet samt som kommunikation. Födan utgörs främst av frukter samt av blommor, blad, insekter och andra småkryp.
Efter ungefär sju månaders dräktighet föder honan oftast ett enda ungdjur. Ungen är (oberoende av könet) vid födelsen gul och blir efter ett år svart. Honor får först sin typiska färg när de blir könsmogna (troligen efter 5 till 8 år). Den genomsnittliga livslängden i naturen uppskattas med 28 år.

## Hot
Arten hotas främst genom skogsavverkningar och andra habitatförstöringar samt av jakt för köttets skull. Några kroppsdelar används i den traditionella kinesiska medicinen. IUCN listar nordlig vitkindad gibbon därför som akut hotad (critically endangered).